# Baltské moře
Baltské moře (též Balt) je okrajové moře Atlantského oceánu, ohraničené Dánskem, Německem, Polskem, Litvou, Lotyšskem, Estonskem, Ruskem (včetně Kaliningradské oblasti), Finskem a Švédskem.
Moře zasahuje od 53° severní šířky k 66° severní šířky a od 10° východní délky k 30° východní délky. Od středozemního moře Atlantiku, s omezenou výměnou vody mezi oběma tělesy, Baltské moře protéká dánskými ostrovy do Kattegatu prostřednictvím průlivů Öresund, Velký Belt a Malý Belt. Pod Baltské moře patří Botnický záliv, Botnická zátoka (Bottenviken), Finský, Rižský a Gdaňský záliv.
Tzv. vlastní Baltské moře je ohraničeno na jeho severním okraji, na 60° severní šířky, Alandskými ostrovy a Botnickým zálivem, na jeho severovýchodním okraji Finským zálivem, na jeho východním okraji Rižským zálivem a na západě švédskou částí jihu Skandinávského poloostrova.
Baltské moře je přes umělou vodní cestu Bělomořsko-baltský kanál spojeno s Bílým mořem a přes Kielský průplav s lagunou Deutsche Bucht Severního moře.

## Popis

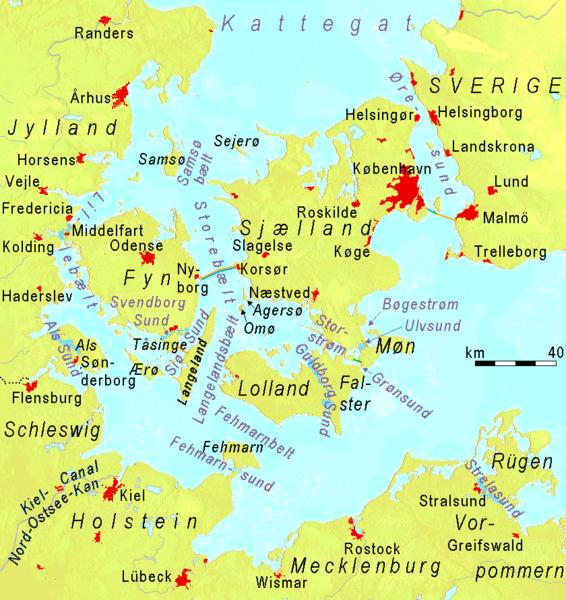
Dánské úžiny a jihozápad Baltského moře

### Mezinárodní definice
Helsinská úmluva o ochraně mořského prostředí oblasti Baltského moře zahrnuje Baltské moře a Kattegat, aniž by Kattegat označovala za část Baltského moře. „Pro účely této úmluvy je ‚oblastí Baltského moře‘ Baltské moře a přístup do Baltského moře, ohraničený rovnoběžkou Skaw v průlivu Skagerrak na 57°44,43' severní šířky.“

### Historie dopravy
Dánské království historicky vybíralo tzv. průlivovou daň od lodí na hranici mezi oceánem a vnitrozemským Baltským mořem ve dvojici: v Øresundu na zámku Kronborg poblíž Helsingøru; ve Velkém Beltu v Nyborgu; a v Malém Beltu v jeho nejužší části Fredericii, poté, co zde byla postavena tvrz. Nejužší částí Malého Beltu je „Middelfart Sund“ poblíž Middelfartu.

### Oceánografie
Geografové obecně souhlasí s tím, že preferovanou fyzickou hranicí Baltského moře je čára vedená přes jižní dánské ostrovy, Drogdenský práh a Langeland. Drogdenský práh se nachází severně od Køge Bugt a spojuje Dragør na jihu od Kodaně s Malmö; využívá jej most přes Öresund, včetně Drogdenského tunelu. Podle této definice jsou dánské úžiny součástí vstupu, ale Meklenburský záliv a Kielský záliv jsou součástí Baltského moře. Další obvyklou hranicí je hranice mezi Falsterem, Švédskem a Stevns Klintem v Dánsku, protože se jedná o jižní hranici Öresundu. Je to také hranice mezi mělkým jižním Öresundem (s typickou hloubkou pouze 5–10 metrů) a významně hlubšími vodami.

### Hydrografie a biologie
Drogdenský kanál (hloubka 7 metrů) definuje hranici na spojnici Øresund a Darsský kanál (hloubka 18 metrů)  a je hranicí Baltského moře. Mělké prahy jsou překážkami pro tok těžké slané vody z Kattegatu do mořské pánve kolem ostrovů Bornholm a Gotland.
Kattegat a jihozápadní Baltské moře jsou dobře okysličené a mají bohatou biologii. Zbytek moře je brakický, chudý na kyslík a na druhy. Statisticky tedy čím šířeji je moře definováno, tím zdravější je; obráceně, čím užší je definice, tím ohroženější je jeho biologie.

## Etymologie
Tacitus nazýval toto moře Mare Suebicum po germánském etniku Svébů. Ptolemaios razil název Sarmatský oceán po Sarmatech. Jako první ho nazývá Baltským mořem (Mare Balticum) německý kronikář z jedenáctého století Adam Brémský. Původ posledně jmenovaného názvu je spekulativní a byl přijat slovanskými a baltofinskými jazyky, kterými se mluvilo kolem tohoto moře, velmi pravděpodobně kvůli roli středověké latiny v kartografii. Název by mohl být spojen s germánským slovem belt (pás), jménem používaným pro dvě dánské úžiny, zatímco jiní prohlašují, že musí být přímo odvozeno od zdroje germánského slova, latinského Balteus „opasek“. Adam Brémský porovnával moře s pásem a prohlásil, že je tak pojmenováno, protože se táhne po zemi jako pás (Balticus, eo quod in modum baltei longo tractu per Scithicas regiones tendatur usque in Greciam).
Název mohl být také ovlivněn názvem legendárního ostrova zmíněného v Přírodopise Plinia staršího. Plinius zmiňuje ostrov nazvaný Baltia (nebo Balcia) s odkazem na zprávy od Pýthea a Xenofóna. Je možné, že Plinius odkazuje na ostrov pojmenovaný Basilia („královský“) v Pýtheově Peri tú Ókeanú (Oceánem, Na oceánu). Baltia by také mohla být odvozena od pásu (belt) a znamenat „poblíž mořského pásu, průliv“.
Mezitím jiní jazykoznalci navrhli, že název ostrova pochází z praindoevropského kořene *bhel, který znamená „bílý, poctivý“. Tento kořen a jeho základní význam byl zachován jak v litevštině (jako baltas), tak v lotyštině (jako balts). Na tomto základě související hypotéza tvrdí, že název pochází z tohoto indoevropského kořene prostřednictvím baltských jazyků jako je litevština. Dalším vysvětlením je, že i když je název odvozen od výše uvedeného kořene, souvisí s názvy různých forem vody a souvisejících látek v několika evropských jazycích, které mohly být původně spojovány s barvivy nalezenými v bažinách (srovnej praslovanské *bolto „bažina“). Dalším vysvětlením je, že název původně znamenal „uzavřené moře, záliv“ na rozdíl od otevřeného moře. Někteří švédští historici věří, že název pochází od boha Baldra z nordické mytologie.
Ve středověku bylo moře známo pod různými jmény. Název Baltské moře se stal dominantním až po roce 1600. Používání termínu Baltic a podobných termínů označujících region na jihovýchodě Baltského moře začalo až v 19. století.

### Názvy v jiných jazycích
Baltské moře bylo známo v klasických latinských zdrojích jako Mare Suebicum nebo dokonce Mare Germanicum. Starší názvy moře v jazycích používaných na jeho březích nebo v jeho blízkosti obvykle označovaly zeměpisné umístění moře (v germánských jazycích) nebo jeho velikost ve vztahu k menším zálivům (ve staré lotyštině) nebo také kmeny obyvatel s ním spojované (ve starém Rusku bylo moře známé jako Varanghianské moře). V moderních jazycích se nazývá převážně třemi ekvivalentními výrazy, a to „Baltské moře“, „Východní moře“ nebo „Západní moře“.
- „Baltské moře“ – tento název a jeho národní ekvivalenty se používají ve slovanských jazycích. V češtině je to (Baltské moře nebo Balt, ve slovenštině Baltské more a Baltik, v polštině (Morze Bałtyckie nebo Bałtyk, v kašubštině Bôłt, v ruštině Балтийское море Baltijskoje more, v ukrajinštině Балтійське море Baltijske more a v běluruštině Балтыйскае мора Baltyjskaje mora.

Také v jazycích slovanských národů, které sídlí ve vzdálenějších oblastech, se používají ekvivalenty názvu „Baltské moře“: ve slovinštině Baltsko morje, v bulharštině Балтийско море čili Baltijsko more, v makedonštině Балтичко Море Baltičko More  a v srbochorvatšině Baltičko more/Балтичко море.
V baltském jazyku jako je lotyština platí název Baltijas jūra. Ovšem ve staré lotyštině bylo označováno jako „Velké moře“, zatímco dnešní Rižský záliv byl označován jako „Malé moře“. V litevštině je to Baltijos jūra.
V moderní angličtině se toto moře nazývá Baltic Sea. Odvozenost názvu od latiny (Mare Balticum) je patrná také v románských jazycích, a to ve francouzštině (Mer Baltique), v italštině (Mar Baltico), ve španělštině (Mar Báltico), v portugalštině (Mar Báltico), v rumunštině (Marea Baltică). I v řečtině je to Βαλτική Θάλασσα Valtikí Thálassa; v albánštině Deti Balltik; ve velštině (Môr Baltig), v maďarštině (Balti-tenger).
- V germánských jazycích s výjimkou angličtiny se používá název „Východní moře“, jako v němčině (Ostsee), v dánštině (Østersøen)), v nizozemštině (Oostzee), v islandštině a faerštině (Eystrasalt), norštině (bokmål: Østersjøen); nynorsk: Austersjøen) a ve švédštině (Östersjön).

- Ve staroangličtině se toto moře nazývalo Ostsǣ; také ve starší maďarštině bylo jeho bývalé jméno Keleti-tenger („Východní moře“, kvůli německému vlivu). Kromě toho byl do finštiny a baltofinských jazyků přeložen švédský termín kalk jako Itämeri neboli „Východní moře“ či sámsky  Nuortamearra, bez ohledu na geografii. Moře leží sice západně od Finska, avšak Finsko bylo součástí Švédského království od středověku až do roku 1809.

- V dalším baltofinském jazyce, v estonštině, se Baltské moře nazývá „Západní moře“ (Läänemeri), neboť značná část moře se nachází západně od Estonska. V jižním Estonsku se nazývá jednak „Západní moře“ a jednak „Večerní moře“ (Õdagumeri).

## Geografie

### Geofyzikální data

Povodí Baltského moře s hloubkou, nadmořskými výškami, hlavními řekami a jezery

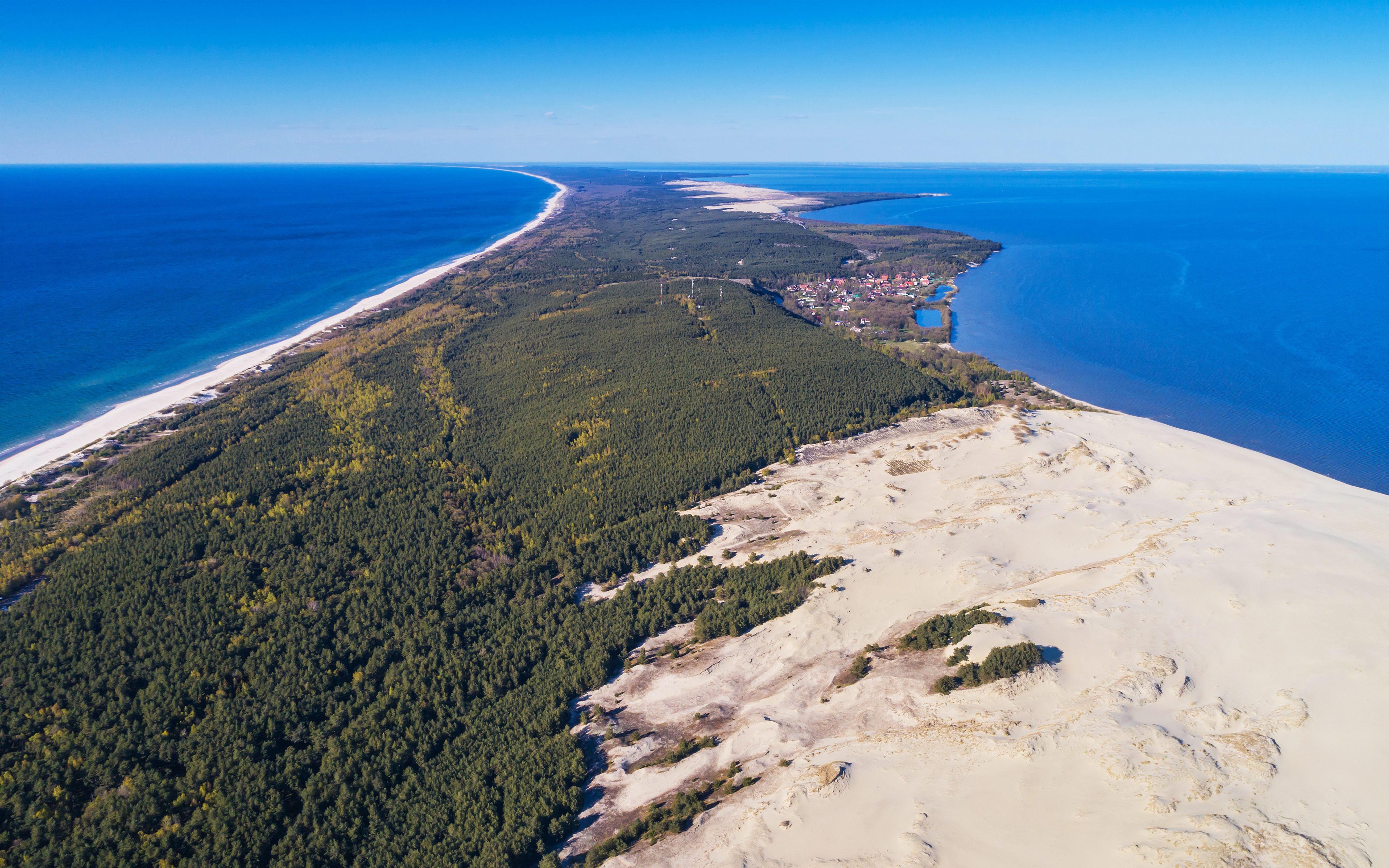
Kurská kosa v ruské Kaliningradské oblasti

Baltské moře je de facto ramenem Atlantského oceánu, přesněji Severního Atlantiku. Je ohraničené Dánskem a Švédskem na západě, Švédskem také na severu, Finskem na severovýchodě,  Německem a Polskem (Středoevropskou nížinou) na jihozápadě, Baltskými státy a Ruskem (včetně Kaliningradské oblasti na jihovýchodě a východě.
Moře je asi 1600 km dlouhé, v průměru 193 kilometrů široké a v průměru 55 metrů hluboké. Maximální hloubka je 459 metrů, kterou dosahuje ve středu své švédské části. Jeho plocha je 415 266 km2, podle jiných údajů kolem 349 644 km2 a objem asi 20 000 km3. Obvod pobřeží činí asi 8 000 km.
Baltské moře je jedním z největších brakických vnitrozemských moří podle plochy a zabírá povodí tvořené glaciální erozí během několika posledních dob ledových.
Fyzikální charakteristiky Baltského moře, jeho hlavních podoblastí a přechodová pásma k oblasti Skagerrak/Severnímu moři
| Podoblast                  | Plocha  | Objem  | Maximální hloubka | Průměrná hloubka |
|                            | km2     | km3    | m                 | m                |
| -------------------------- | ------- | ------ | ----------------- | ---------------- |
| 1. vlastní Baltské moře    | 211 069 | 13 045 | 459               | 62,1             |
| 2. Botnický záliv          | 115 516 | 6 389  | 230               | 60,2             |
| 3. Finský záliv            | 29 600  | 1100   | 123               | 38,0             |
| 4. Rižský záliv            | 16 300  | 424    | > 60              | 26,0             |
| 5. Beltské moře / Kattegat | 42 408  | 802    | 109               | 18,9             |
| Celkem Baltské moře        | 415 266 | 21 721 | 459               | 52,3             |

### Vymezení
Mezinárodní hydrografická organizace vymezuje hranice Baltského moře takto:
Okraj pobřeží Německa, Dánska, Polska, Švédska, Finska, Ruska, Estonska, Lotyšska a Litvy se rozšiřuje severovýchodně od těchto hranic: 
- V Malém Beltu. Přímka spojující Falshöft (54°47′ s. š., 9°57′30″ v. d.) a Vejsnæs Nakke (Ærø: 54°49′ s. š., 10°26′ v. d.).
- Ve Velkém Beltu. Přímka spojující Gulstav (nejjižnější bod ostrova Langeland) a Kappel Kirke (54°46′ s. š., 11°1′ v. d.) na ostrově Lolland.
- V úžině Guldborgsund. Přímka spojující Flinthorne-rev a Skjelby (54°38′ s. š., 11°53′ v. d.).
- V Öresundu. Přímka spojující maják  Stevns (55°17′ s. š., 12°27′ v. d.) a místo Falsterbo (55°23′ s. š., 12°49′ v. d.).

### Dělení

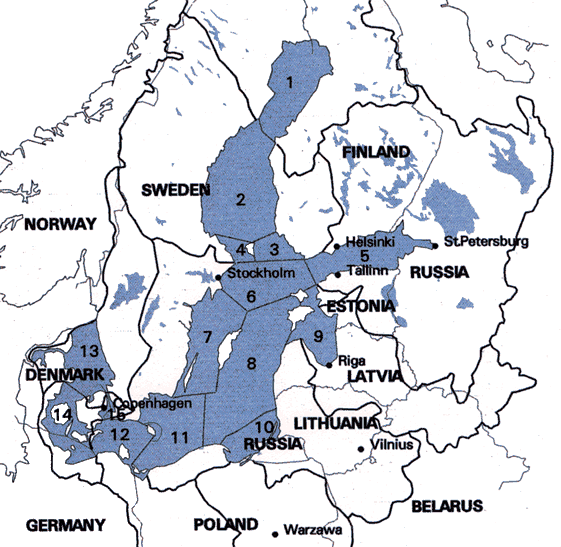
Regiony a úmoří Baltského moře:
1 = Botnická zátoka
2 = Botnické moře
1 + 2 = Botnický záliv, částečně také 3 a 4
3 = Ostrovní moře
4 = Ålandské moře
5 = Finský záliv
6 = Severní Baltské moře
7 = Západní Gotlandská pánev
8 = Východní Gotlandská pánev
9 = Rižský záliv
10 = Gdaňský záliv / Gdaňská pánev
11 = Bornholmská pánev a Hanöbukten
12 = Arkonská pánev
6–12 = vlastní Balt
13 = Kattegat, není nedílnou součástí Baltského moře
14 = Beltské moře (Malý Belt a Velký Belt)
15 = Öresund (průliv)
14 + 15 = dánské úžiny, nejsou nedílnou součástí Baltského moře

Severní část Baltského moře je známo jako Botnický záliv, jehož nejsevernější částí je Botnická zátoka. Více zaoblená jižní kotlina zálivu se nazývá Botnické moře a bezprostředně na jih leží Ålandské moře. Finský záliv spojuje Baltské moře s Petrohradem. Rižský záliv leží mezi lotyšským hlavním městem Riga a estonským ostrovem Saaremaa.
Severní Baltské moře leží mezi Stockholmskou oblastí, jihozápadním Finskem a Estonskem. Západní a východní Gotlandské pánve tvoří hlavní části centrálního Baltského moře neboli vlastní Baltského moře. Bornholmská pánev je oblast východně od Bornholmu a mělčí Arkona se rozprostírá od Bornholmu po dánské ostrovy Falster a Zéland.
Na jihu leží na polském pobřeží Gdaňský záliv umístěný východně od poloostrova Hel   a západně od Sambijského poloostrova v Kaliningradské oblasti. Pomořanský záliv leží severně od ostrovů Uznojem a Wolin, východně od Rujány. Mezi Falsterem a německým pobřežím leží Meklenburský záliv a Lübecký záliv. Nejzápadnější část Baltského moře je Kielský záliv. Tři dánské úžiny, Velký Belt, Malý Belt a Öresund, spojují Baltské moře s průlivy Kattegat a Skagerrak v Severním moři.

### Teplota a led

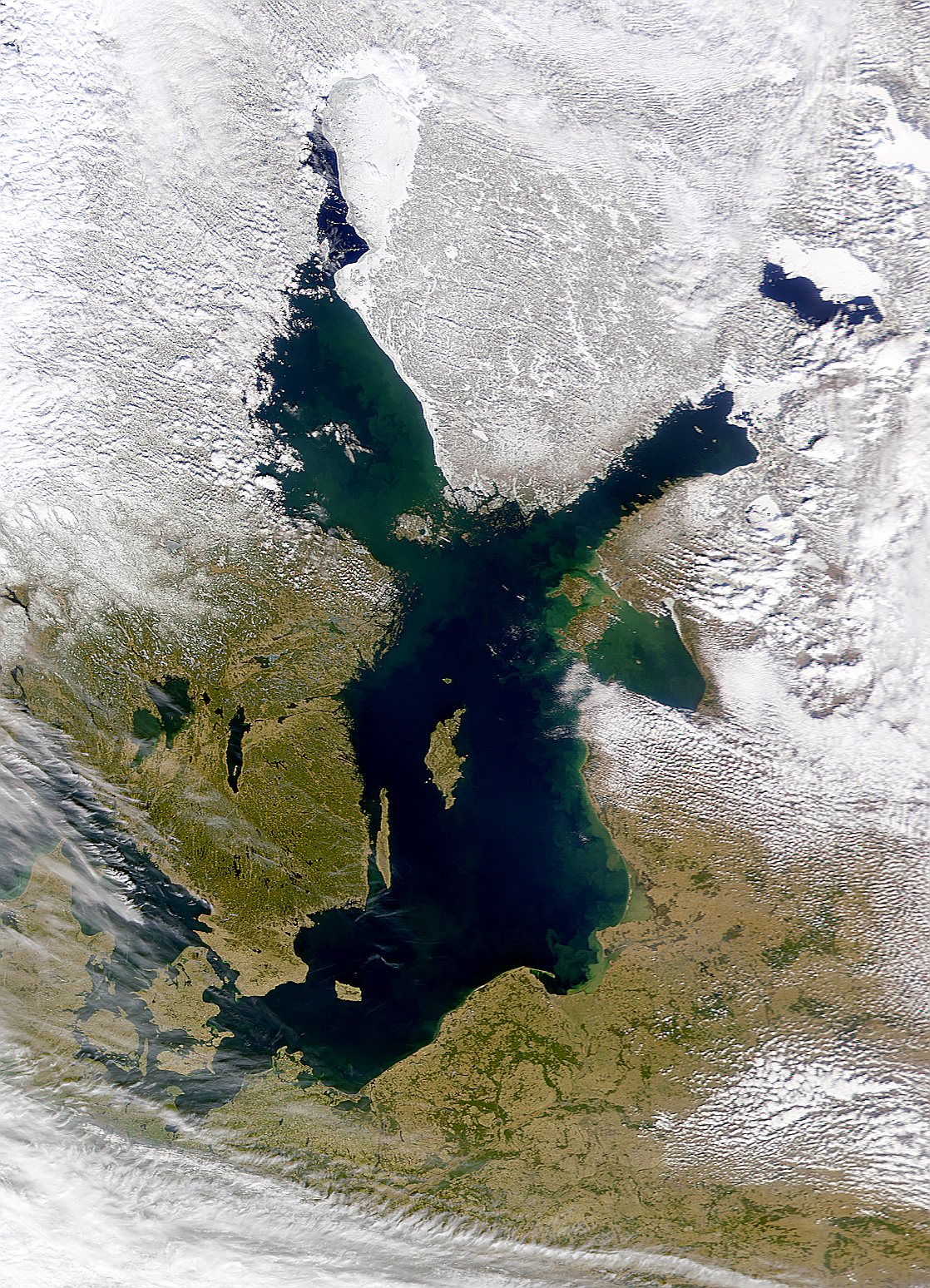
Satelitní snímek Baltského moře v mírné zimě

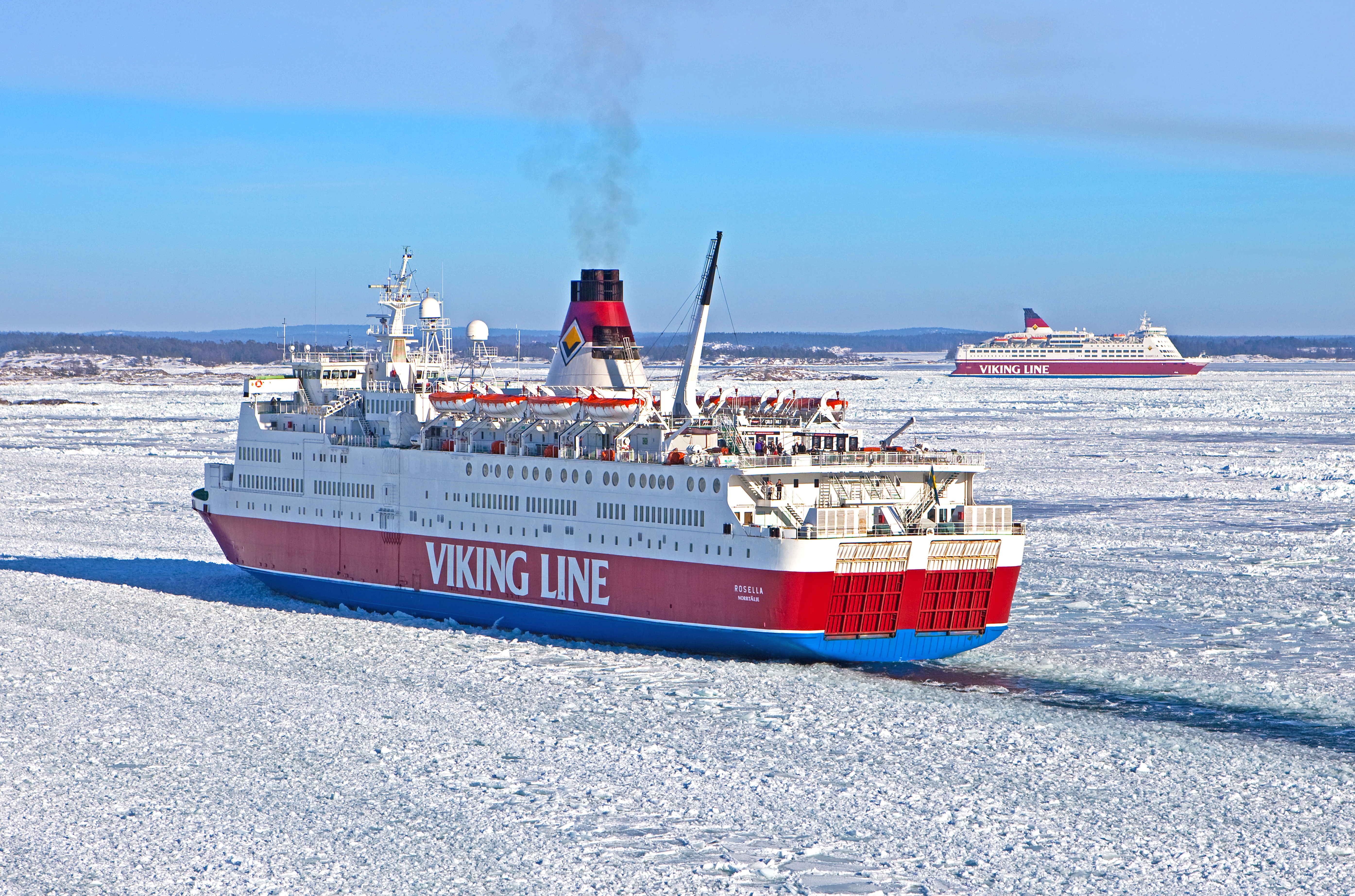
Loď projíždějící Baltským mořem a ledem

Teplota vody v Baltském moři se výrazně liší v závislosti na přesné poloze, ročním období a hloubce. V Bornholmské pánvi, která se nachází přímo na východ od stejnojmenného ostrova, teplota povrchu obvykle klesá během zimního období na 0–5 °C a stoupá na 15–20 °C  během vrcholného léta, s ročním průměrem kolem 9–10 °C. Podobný vzor je patrný v Gotlandu, které se nachází mezi ostrovem Gotland a Lotyšskem. V hloubce těchto pánví jsou teplotní změny menší. Na dně Bornholmské pánve, hlubší než 80 m, je teplota obvykle 1–10 °C a na dně Gotlandské pánve, v hloubkách větších než 225 m,  teplota je obvykle 4–7 °C.
V dlouhodobém průměru je Baltské moře pokryto ledem při ročním maximu asi 45 % jeho rozlohy. K ledem pokryté oblasti během takové typické zimy patří  Botnický záliv, Finský záliv, Rižský záliv, souostroví západně od Estonska, Stockholmské souostroví a Ostrovní moře jihozápadně od Finska. Zbytek Baltského moře během normální zimy nezamrzne, s výjimkou chráněných zátok a mělkých lagun, jako je Kurský záliv. Led dosáhne svého maximálního rozsahu v únoru nebo březnu; typická tloušťka ledu v nejsevernějších oblastech Botnického zálivu, severní pánve Botnického zálivu, je asi 70 cm  pro mořský led u pevniny. Tloušťka se zmenšuje dále na jih.
Zamrznutí začíná v severních částech Botnického zálivu typicky v polovině listopadu, na začátku ledna v otevřených vodách Botnického zálivu. Koncem února zamrzne Botnické moře, úmoří jižně od Kvarkenu. Finský záliv a Rižský záliv mrznou obvykle na konci ledna. V roce 2011 zamrzl Finský záliv 15. února.
Rozsah ledu závisí na tom, zda je zima mírná, střední nebo těžká. V těžkých zimách se může tvořit led kolem jižního Švédska a dokonce i v dánských úžinách. Podle přírodního historika 18. století Williama Derhama dosáhla v těžkých zimách 1703 a 1708 ledová pokrývka až k dánským průlivům. Části Botnického zálivu a Finského zálivu často zamrznou, kromě pobřežních okrajů na jižních místech, jako je Rižský záliv. Tento popis znamenal, že celé Baltské moře bylo pokryto ledem.
Od roku 1720 Baltské moře zmrzlo více než 20krát, naposledy na začátku roku 1987, což byla nejhorší zima ve Skandinávii od roku 1720. Led pak pokrýval 400 000 km2. Během zimy 2010–11, která byla ve srovnání s minulými desetiletími docela těžká, byla maximální ledová pokrývka 315 000 km2, která byla dosažena 25. února 2011. Led se poté rozšířil ze severu až na jižní cíp poloostrova Gotlandu s malými oblastmi bez ledu na obou stranách a východní pobřeží Baltského moře bylo pokryto ledovou pokrývkou asi 25 až 100 km širokou až do Gdaňsku. To bylo způsobeno stagnující vysokotlakou oblastí, která trvala nad střední a severní Skandinávií přibližně od 10. do 24. února. Po tomto silné jižní větry tlačily led dále na sever a hodně z vod na sever Gotlandu bylo znovu bez ledu, který pak se posunul proti břehům jižního Finska. Vliv výše zmíněné vysokotlaké oblasti nedosáhl jižních částí Baltského moře, a tak celé moře nezmrzlo. V lednu 2010 byl však u přístavu Svinoústí pozorován plovoucí led.
V posledních letech před rokem 2011 byla Botnická zátoky a Botnické moře zamrzlé pevným ledem blízko pobřeží Baltského moře a daleko od něj hustým plovoucím ledem. V roce 2008 se v lednu téměř nevytvořil žádný led.

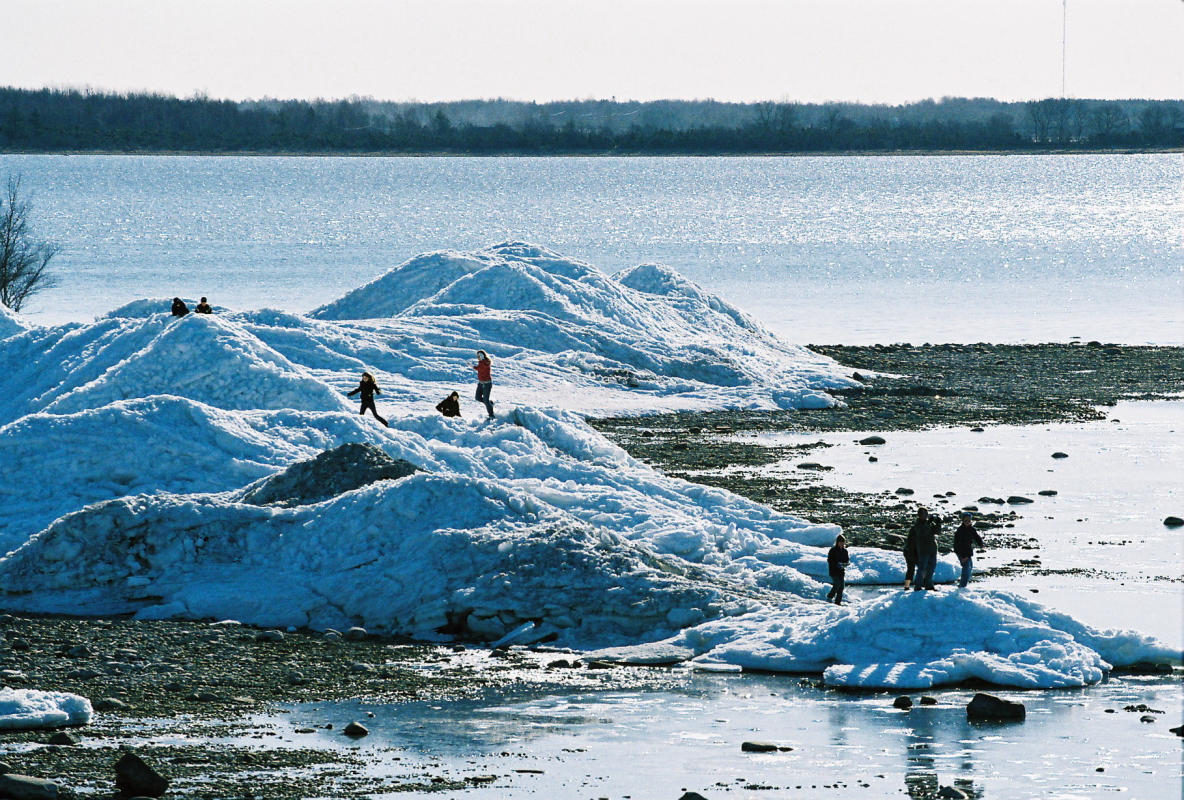
Hromady ledu unášeného na pobřeží Puthu, poblíž Virtsu v Estonsku na konci dubna

V zimě se rychle vyvíjí pevný led, který je připevněn k pobřeží, čímž jsou přístavy nepoužitelné bez služeb ledoborců. V otevřenějších oblastech se tvoří hladký led, ledový kal, palačinový led a krokevní led. Zářící ledová plocha ledu je podobná jako u Arktidy, s ledem poháněným větrem a hřebeny až  15 metrů vysokými. Na moři pevný led zůstává po celý rok velmi dynamický a relativně snadno se pohybuje větrem, a proto vytváří ledový obklad tvořený velkými hromadami a hřebeny tlačenými proti pevnině a ledu.
Na jaře Finský záliv a Botnický záliv obvykle na konci dubna roztají a na východních koncích Finského zálivu přetrvávají některé ledové hřebeny. V nejsevernějších výběžcích Botnické zátoky zůstává led obvykle až do konce května; začátkem června je prakticky vždy pryč. Avšak v hladomorném roku 1867 byly pozorovány zbytky ledu až 17. července poblíž Uddskäru. Dokonce až na jihu jako je Öresund byly v květnu několikrát pozorovány zbytky ledu; poblíž Taarbaeku 15. května 1942 a poblíž Kodaně 11. května 1771. Ledový drift byl také pozorován 11. května 1799.
Ledový pokryv je hlavním místem výskytu dvou velkých savců je tuleně kuželozubého (Halichoerus grypus) a baltského tuleně kroužkovaného (Pusa hispida botnica), z nichž oba živí pod ledem a množí se na jeho povrchu. Z těchto dvou tuleňů trpí pouze tuleň kroužkovaný, pokud není v Baltském moři dostatek ledu, protože jeho mláďata se živí pouze na ledu. Tuleň kuželozubý je uzpůsoben k reprodukci také bez ledu v moři. Mořský led také obsahuje několik druhů řas, které žijí ve dně a uvnitř rozmrzlých kapes slaného roztoku v ledu.

### Hydrografie

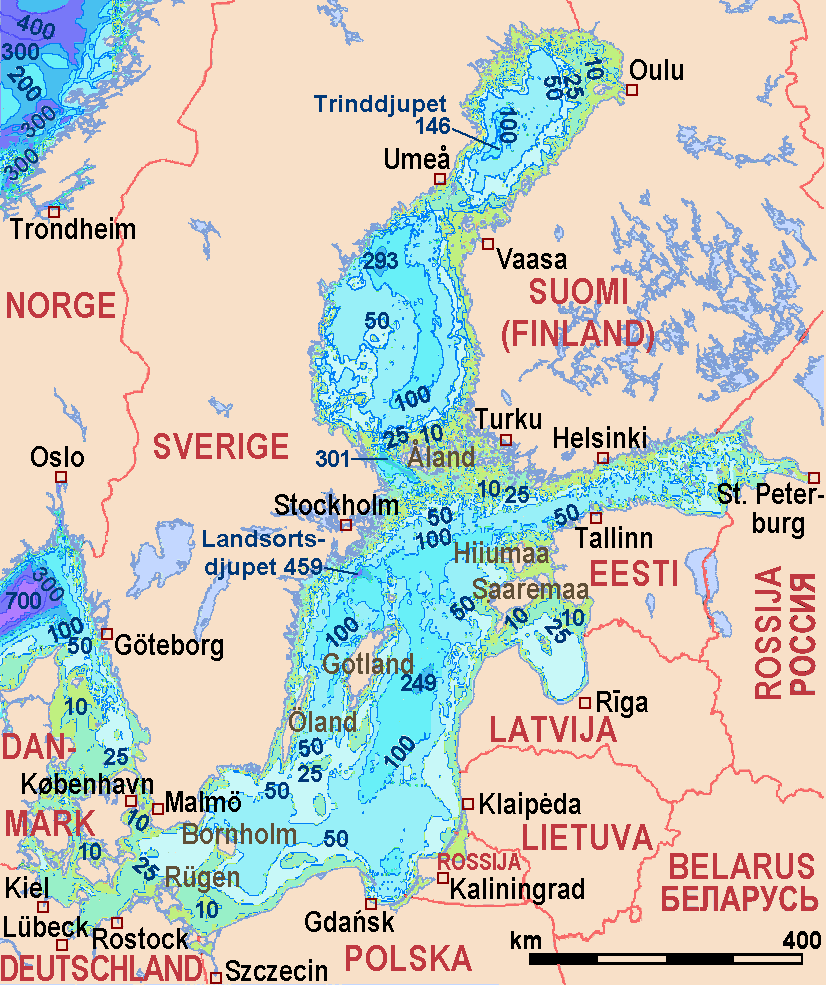
Hloubky Baltského moře v metrech

Baltské moře protéká dánskými úžinami; tok je však složitý. Povrchová vrstva brakické vody přepouští 940 km3 za rok do Severního moře. V důsledku rozdílu ve slanosti, na principu prostupnosti slanosti, podpovrchová vrstva více slané vody pohybující se v opačném směru přináší 475 km3 za rok. Míchá se velmi pomalu s horními vodami, což vede ke gradientu slanosti shora dolů, přičemž většina slané vody zůstává mezi 40 a 70 metry hluboko. Obecný oběh je proti směru hodinových ručiček: na sever podél jeho východní hranice a na jih podél západní.
Rozdíl mezi odtokem a přítokem pochází výhradně ze sladké vody. Z 250 toků v povodí o rozloze 1 600 000 km2, přitéká do Baltského moře objemem 660 km3 za rok. Patří k nim hlavní řeky severní Evropy, jako je Odra, Visla, Němen, Daugava a Něva. Další sladká voda pochází z rozdílu srážek, kdy je menší odpařování, což má pozitivní efekt.
Důležitým zdrojem slané vody jsou občasné přítoky vody Severního moře do Baltského moře. Takové přítoky jsou důležité pro baltský ekosystém kvůli kyslíku, který transportují do pobaltských hlubin, k němuž docházelo pravidelně až do 80. let 20. století. V posledních desetiletích se staly méně časté. Poslední čtyři nastaly v letech 1983, 1993, 2003 a 2014, což naznačuje nové přítokové období za přibližně deset let.
Hladina vody je obecně mnohem více závislá na regionální větrné situaci než na přílivových vlivech. Přílivové proudy se však vyskytují v úzkých průlivech v západních částech Baltského moře.
Významná výška vln je obecně mnohem nižší než výška Severního moře. Docela prudké, náhle bouře zasahují povrch desetkrát nebo vícekrát ročně, a to kvůli velkým přechodným teplotním rozdílům a dlouhému dosahu větru. Sezónní vítr také způsobuje malé změny hladiny moře, řádově 0,5 metrů.

### Slanost

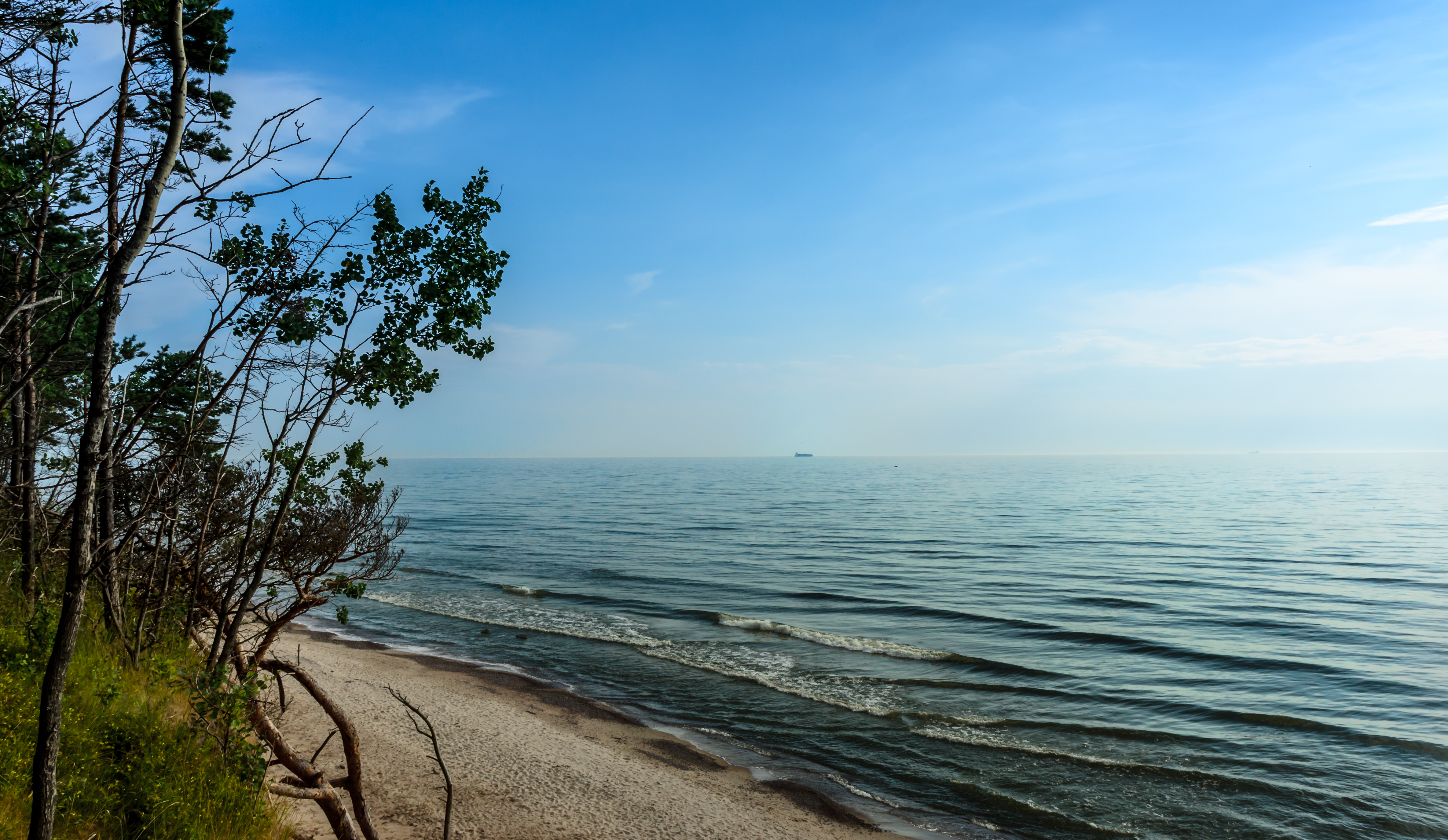
Baltské moře u Klaipėdy (Karklė)

Baltské moře je největší vnitrozemské brakické moře na světě. Pouze dvě další brakické vody jsou v některých měřítkách větší: Černé moře je větší jak v rozloze, tak v objemu vody, ale většina se nachází mimo kontinentální šelf (pouze malé procento je ve vnitrozemí). Kaspické moře má větší objem vody, ale – navzdory svému názvu – je to spíše jezero než moře.
Salinita Baltského moře je mnohem nižší než slanost mořské vody v oceánech (průměrně 3,5 %) v důsledku hojného přítoku sladké vody z okolní krajiny (řek, potoků a podobně) v kombinaci s mělkým mořem samotným; přítok přispívá zhruba jednou čtyřicetinou jeho celkového objemu ročně, protože objem povodí je přibližně 21 000 km3 a roční vtok je asi 500 km3.
Otevřené povrchové vody „vlastního“ Baltského moře  mají obecně slanost 0,3 až 0,9 %, což je hraniční sladká voda. Proud sladké vody do moře z přibližně dvou stovek řek a přísun soli z jihozápadu vytváří v Baltském moři gradient slanosti. Nejvyšší povrchové slanosti, obvykle 0,7–0,9 %, jsou v jihozápadní části Baltského moře, v povodí Arkona a Bornholm (to první se nachází zhruba mezi jihovýchodním Zélandem a Bornholmem, a druhé přímo na východ od Bornholmu). Postupně klesá dále na východ a na sever a dosahuje nejnižší hodnoty v Botnické zátoce kolem 0,3 %. Pití povrchové vody Baltského moře jako prostředku pro přežití by ve skutečnosti tělo hydratovalo namísto dehydratace, jako je tomu v případě mořské vody.
Vzhledem k tomu, že slaná voda je hustší než sladká voda, je spodní část Baltského moře slanější než na hladině. Tím se vytvoří vertikální rozdělení vodního sloupce, haloklina, které představuje bariéru pro výměnu kyslíku a živin a podporuje zcela oddělené mořské prostředí. Rozdíl mezi spodní a povrchovou slaností se liší v závislosti na místu. Celkově sleduje stejný vzor od jihozápadu na východ a na sever jako na povrchu. Ve spodní části Arkonské pánve (dosahující hloubky větší než 40 m) a Bornholmské pánve (hloubky větší než 80 m) je to obvykle 1,4–1,8 %. Dále na východ a na sever je slanost na dně trvale nižší, nejnižší je v Botnické zátoce (hloubky větší než 120 m), kde je mírně pod 0,4 % nebo jen nepatrně více než na povrchu ve stejném místě.
Naproti tomu salinita dánských úžin, které spojují Baltské moře a Kattegat, bývá výrazně vyšší, ale s významnými odchylkami z roku na rok. Například povrchová a spodní slanost ve Velkém Beltu je typicky kolem 2,0 %, respektive 2,8 %, což je jen trochu pod hodnotou Kattegatu. Přebytek vody způsobený neustálým přítokem řek a potoků do Baltského moře znamená, že obecně existuje proud brakické vody ven skrz Dánské úžiny do Kattegatu (a případně do Atlantiku). Významné toky v opačném směru, slaná voda z Kattegatu Dánskými úžinami do Baltského moře, jsou méně pravidelné. Od roku 1880 do roku 1980 došlo k přílivům v průměru šest až sedmkrát za desetiletí. Od roku 1980 to bylo mnohem méně časté, ačkoliv k velmi velkému přílivu došlo v roce 2014.

### Hlavní přítoky
Porovnání průměrných odtoků se liší od hodnocení hydrologických délek (od nejvzdálenějšího zdroje k moři) a hodnocení jmenovitých délek. Göta, přítok Kattegatu, není uveden v seznamu, protože v důsledku severního horního toku s nízkou slaností v moři jeho voda stěží dosahuje samotného Baltského moře: 
| Název    | Střední průtok (m3/s) | Délka (km)                           | Povodí (km2) | Státy sdílející povodí                          | Nejdelší vodní tok                                                                            |
| -------- | --------------------- | ------------------------------------ | ------------ | ----------------------------------------------- | --------------------------------------------------------------------------------------------- |
| Něva     | 2500                  | 74 (nominální) 860 (hydrologická)    | 281 000      | Rusko, Finsko (Ladoga – přítok Vuoksi)          | Suna (280 km) → Oněžské jezero (160 km) → Svir (224 km) → Ladožské jezero (122 km) → Něva     |
| Visla    | 1080                  | 1047                                 | 194 424      | Polsko, přítoky: Bělorusko, Ukrajina, Slovensko |                                                                                               |
| Daugava  | 678                   | 1020                                 | 87 900       | Rusko (zdroj), Bělorusko, Lotyšsko              |                                                                                               |
| Neman    | 678                   | 937                                  | 98 200       | Bělorusko (zdroj), Litva, Rusko                 |                                                                                               |
| Kemijoki | 556                   | 550 (hlavní řeka) 600 (říční systém) | 51 127       | Finsko, Norsko (zdroj Ounasjoki)                | delší přítok Kitinen                                                                          |
| Odra     | 540                   | 866                                  | 118 861      | Česko (zdroj), Polsko, Německo                  |                                                                                               |
| Lule     | 506                   | 461                                  | 25 240       | Švédsko                                         |                                                                                               |
| Narva    | 415                   | 77 (nominální) 652 (hydrologická)    | 56 200       | Rusko (zdroj Velikaja), Estonsko                | Velikaja (430 km) → Čudsko-pskovské jezero (145 km) → Narva                                   |
| Torne    | 388                   | 520 (nominální) 630 (hydrologická)   | 40 131       | Norsko (pramen), Švédsko, Finsko                | Válfojohka → Kamajåkka → Abiskojaure → Abiskojokk (celkem 40 km) → Torneträsk (70 km) → Torne |

### Ostrovy a souostroví
- Alandy (Finsko, autonomní území)
- Ostrovní moře (Finsko)
  - Pargas
  - Nagu
  - Korpo
  - Houtskär
  - Kustavi
  - Kimito
- Souostroví Blekinge (Švédsko)

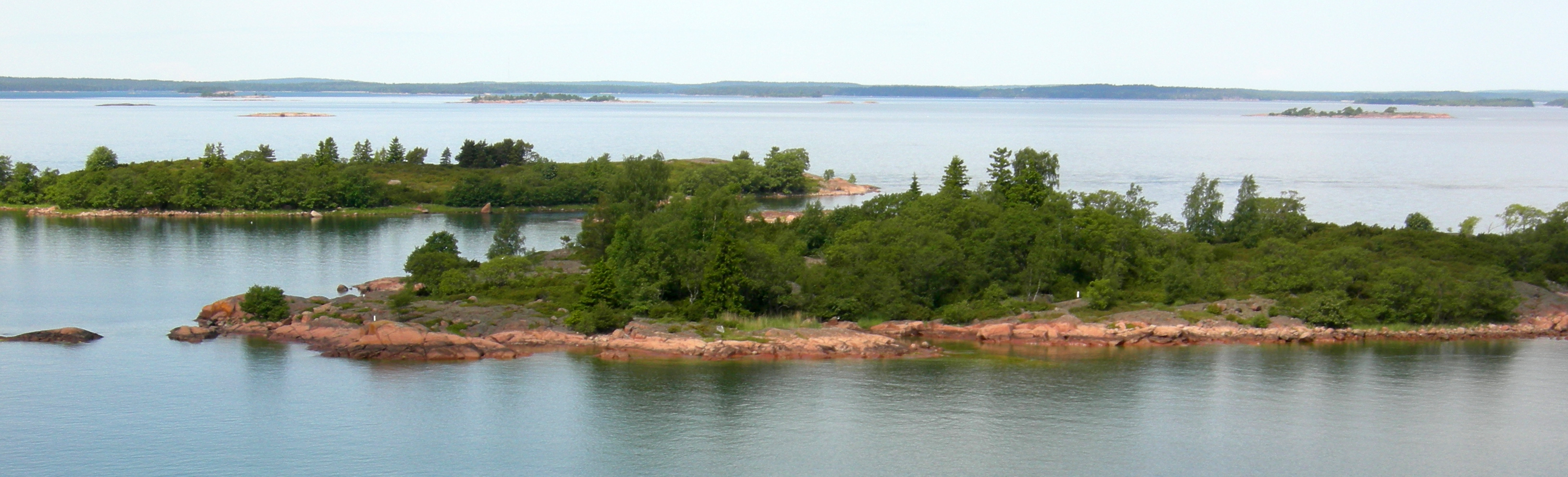
Skerry, malé skalnaté ostrovy, tvoří nedílnou a typickou součást mnoha souostroví Baltského moře, jako jsou tyto ve finském souostroví Alandy

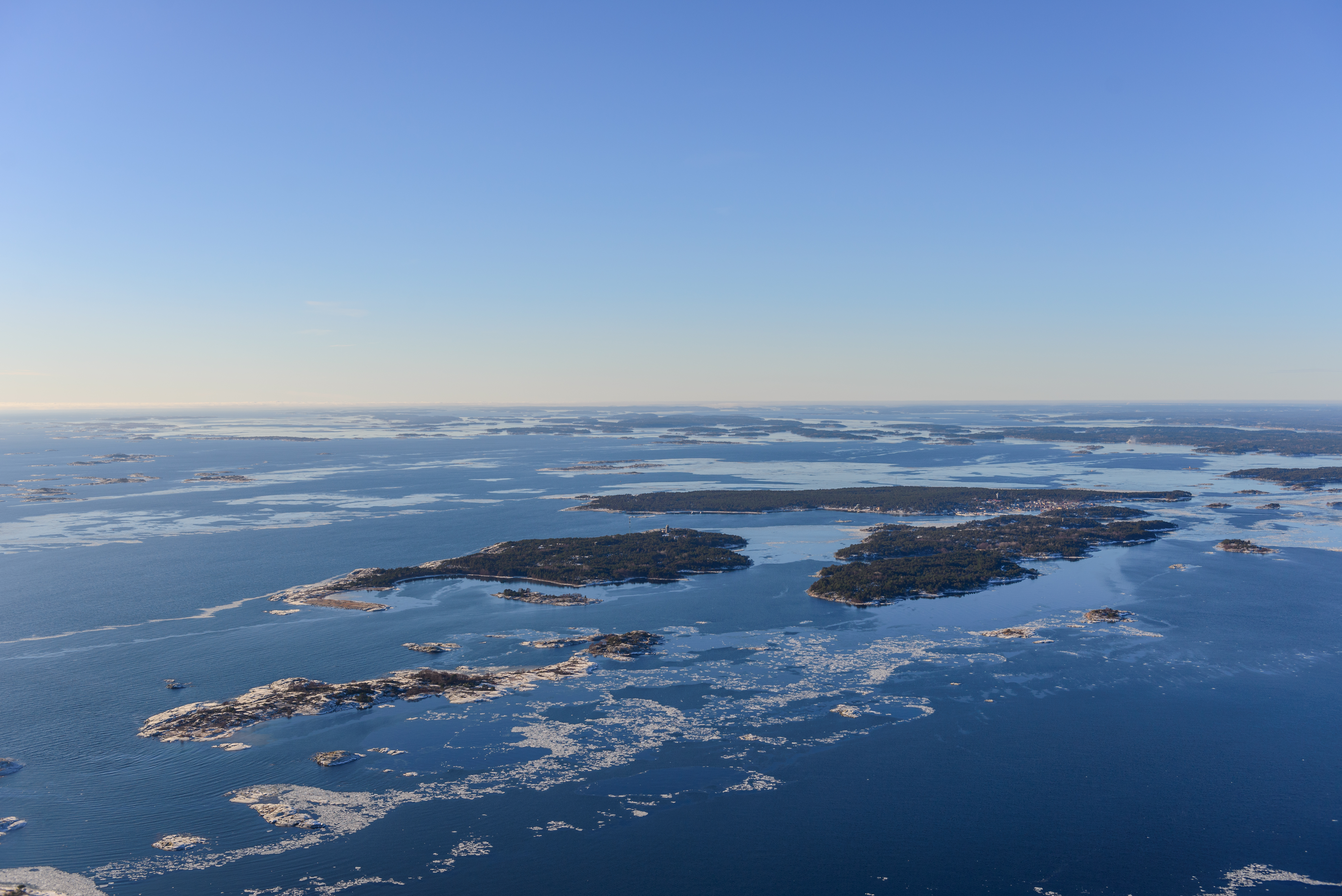
Stockholmské souostroví

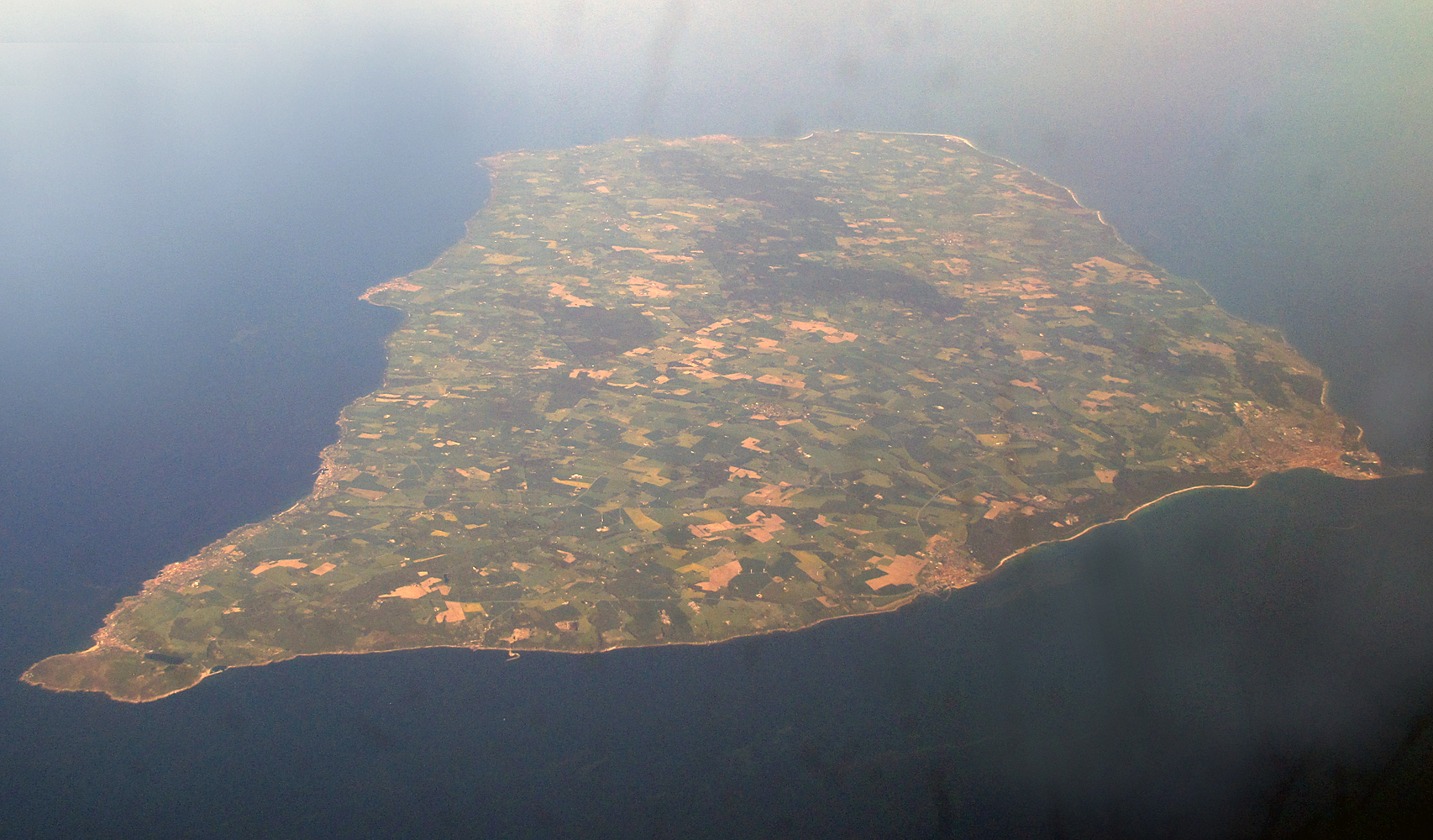
Letecký pohled na dánský Bornholm

- Bornholm, včetně Christiansø (Dánsko)
- Falster (Dánsko)
- Gotland (Švédsko)
- Hailuoto (Finsko)
- Kotlin (Rusko)
- Lolland (Dánsko)
- Souostroví Kvarken, včetně Valsörarny (Finsko)
- Møn (Dánsko)
- Öland (Švédsko)
- Rujána (Německo)
- Stockholmské souostroví (Švédsko)
  - Värmdön (Švédsko)
- Usedom nebo Uznojem (rozdělen mezi Německo a Polsko)
- Západoestonské souostroví (Estonsko):
  - Hiiumaa
  - Muhu
  - Saaremaa
  - Vormsi
- Wolin (Polsko)
- Sjælland (Dánsko)

### Pobřežní státy a úmoří

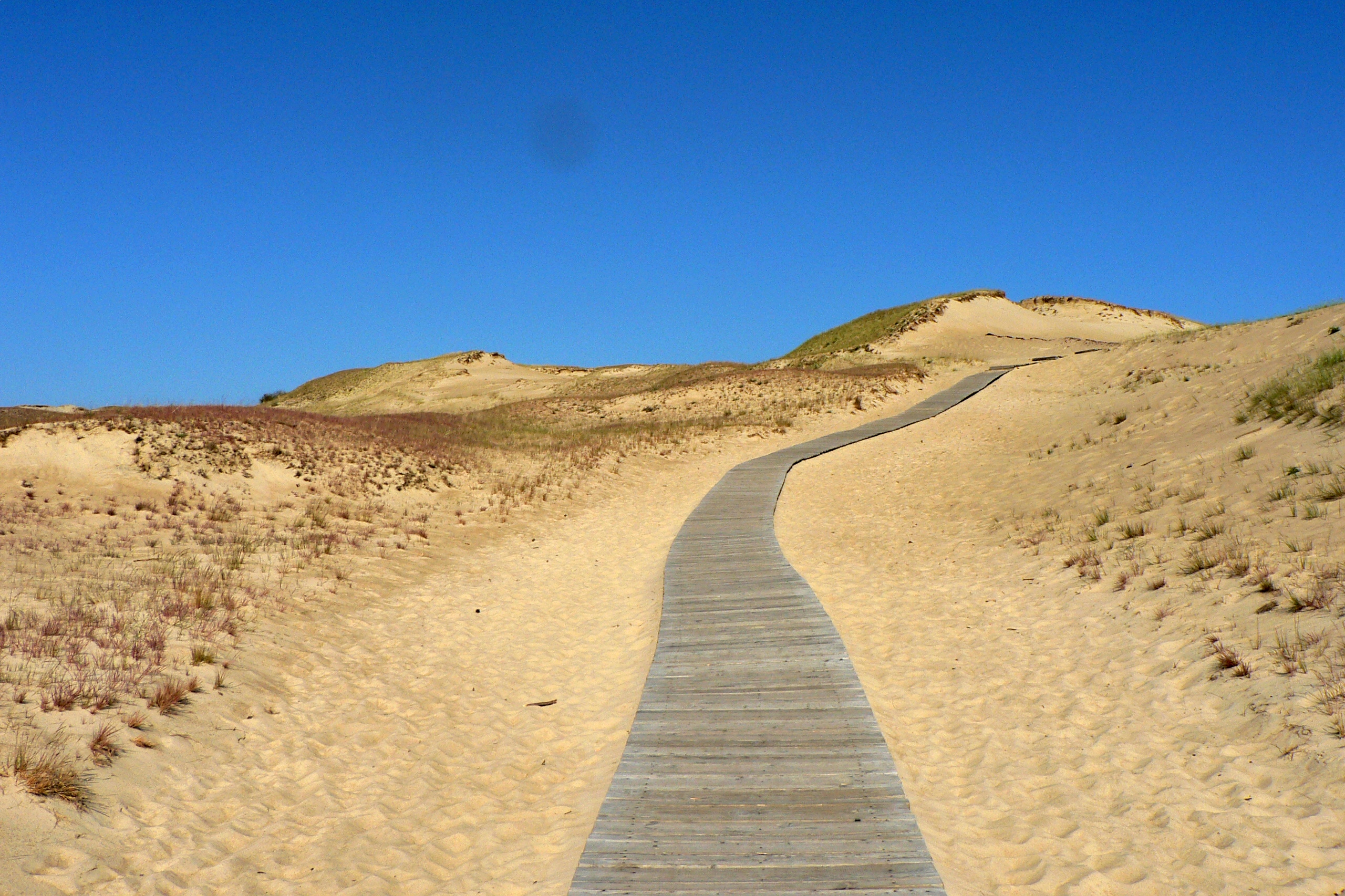
Velké pobřežní duny jsou charakteristické pro velké části jižního pobřeží Baltského moře. Národní park Kuršių Nerija v Litvě (na obrázku) je součástí Světového dědictví Kurská kosa

Hustota obyvatelstva v úmoří Baltského moře

Tallinn v Estonsku

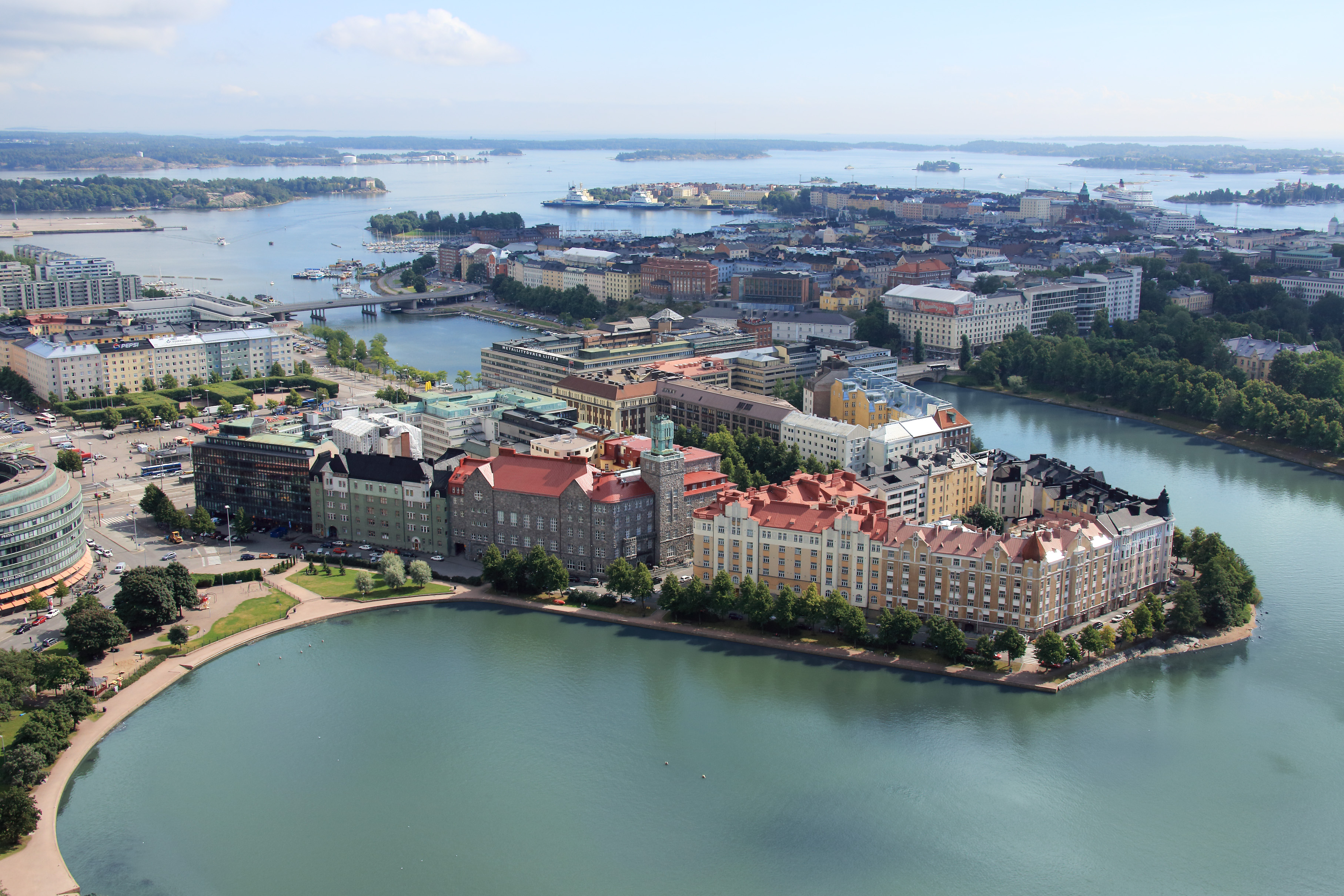
Helsinky ve Finsku

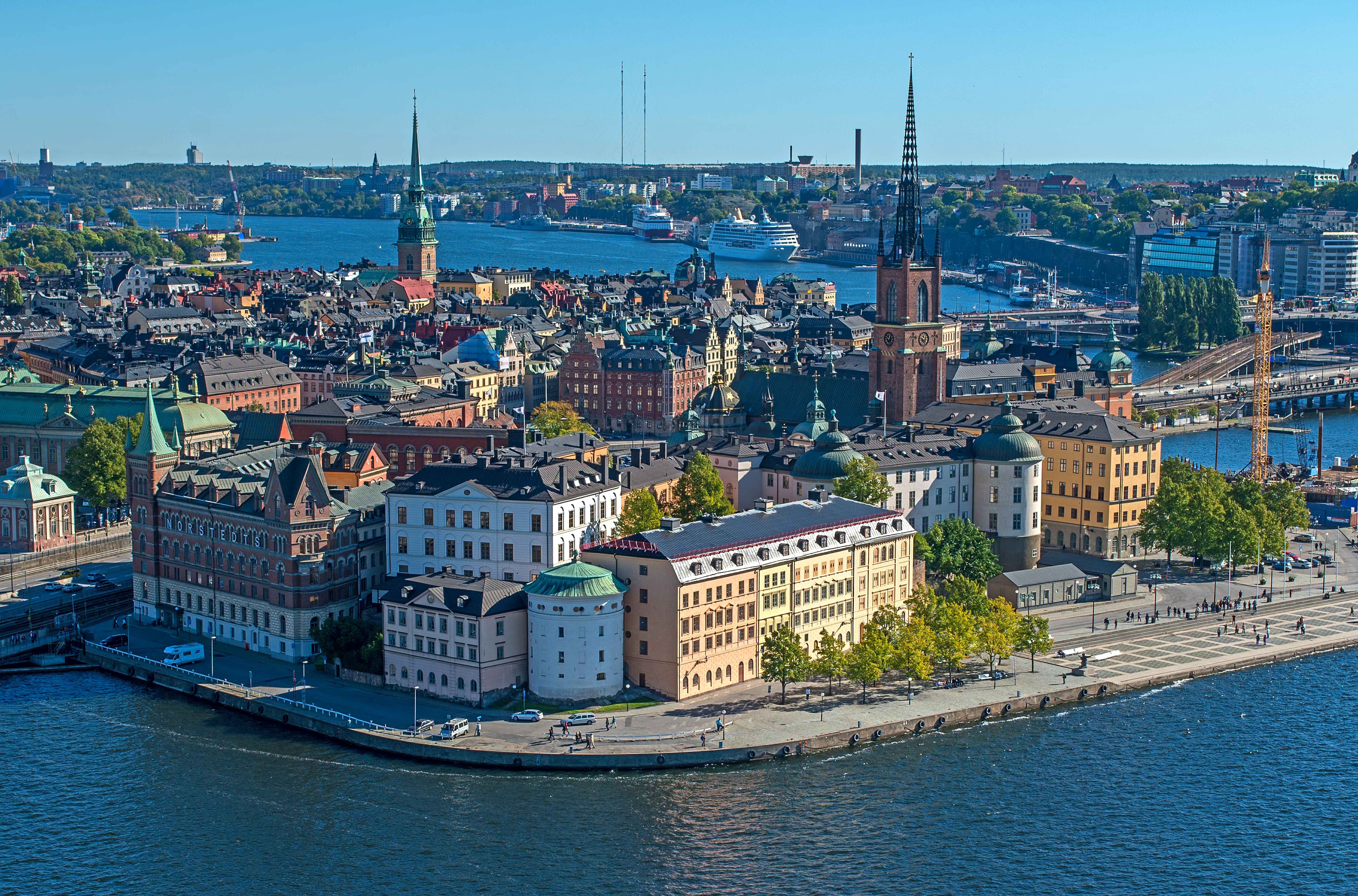
Stockholm ve Švédsku

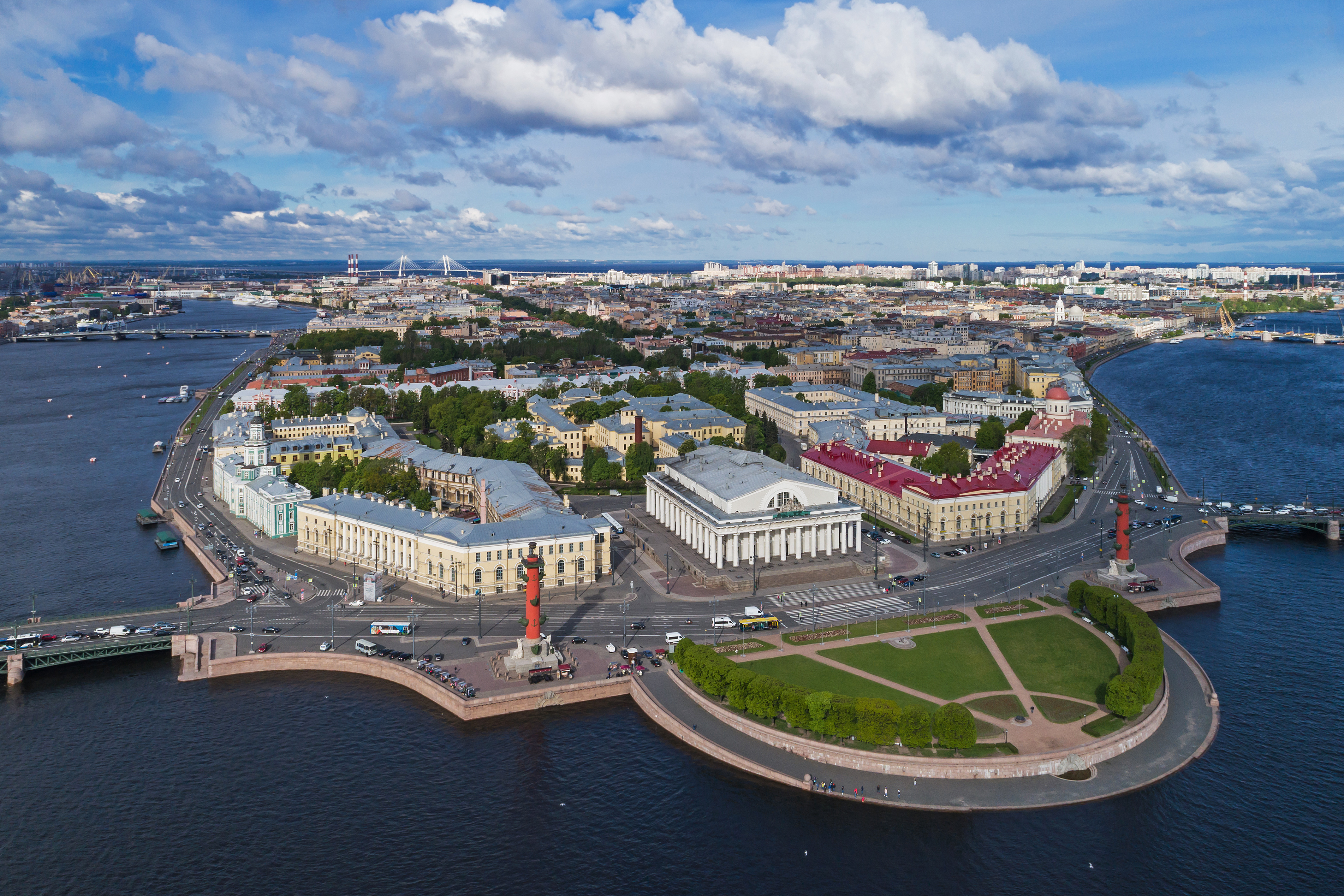
Vasiljevský ostrov v ruském Petrohradu

Na pobřeží Baltského moře leží 9 států: Dánsko, Estonsko, Finsko, Litva, Lotyšsko, Německo, Rusko, Polsko a Švédsko. Do úmoří patří dalších 5 států: Bělorusko, Česká republika, Norsko, Slovensko a Ukrajina.
Povodí Baltského moře je zhruba čtyřikrát větší než plocha samotného moře. Asi 48 % této oblasti je zalesněno, se Švédském a Finsko kde zaujímá většinu plochy les, zejména kolem Botnického zálivu a ve Finsku. 
Asi 20 % půdy se využívá pro zemědělství a pastevectví, zejména v Polsku a na okraji Baltského moře, v Německu, v Dánsku a ve Švédsku. Asi 17 % povodí je nevyužitá půda a dalších 8 % jsou mokřady. Většina z nich je v Botnickém zálivu a ve Finsku. 
Zbytek úmoří je hustě obydlený. V pobaltském úmoří žije asi 85 milionů lidí, 15 milionů do 10 km od pobřeží a 29 milionů do 50 km od pobřeží. V sídlech s více než 250 000 žije asi 2  milionů lidí. Celkem 90 % z nich je soustředěno v pásmu 10 km kolem pobřeží. Ze zemí obsahujících celé úmoří nebo jeho část zahrnuje Polsko 45 % z 85 milionů, Rusko 12 %, Švédsko 10 % a ostatní země méně než 6 %.

#### Města
Největší města na pobřeží (podle počtu obyvatel):
- Petrohrad (Rusko) 4 700 000 (metropolitní oblast 6 000 000)
- Stockholm (Švédsko) 962 154 (metropolitní oblast 2 315 612)
- Riga (Lotyšsko) 696 567 (metropolitní oblast 842 000)
- Helsinky (Finsko) 605 022 (metropolitní oblast 1 358 901)
- Gdaňsk (Polsko) 462 700 (metropolitní oblast 1 041 000)
- Tallinn (Estonsko) 435 245 (metropolitní oblast 542 983)
- Kaliningrad (Rusko) 431 500
- Štětín (Polsko) 413 600 (metropolitní oblast 778 000)
- Gdyně (Polsko) 255 600 (metropolitní oblast 1 041 000)
- Espoo (Finsko) 257 195 (části helsinské metropolitní oblasti)
- Kiel (Německo) 247 000[32]
- Lübeck (Německo) 216 100
- Rostock (Německo) 212 700
- Klaipėda (Litva) 194 400
- Oulu (Finsko) 191 050
- Turku (Finsko) 180 350

Další důležité přístavy:
- Estonsko:
  - Pärnu 44 568
  - Maardu 16 570
  - Sillamäe 16 567
- Finsko:
  - Pori 83 272
  - Kotka 54 887
  - Kokkola 46 809
  - Naantali 18 789
  - Mariehamn 11 372
  - Hanko 9 270
- Německo:
  - Flensburg 94 000
  - Stralsund 58 000
  - Greifswald 55 000
  - Wismar 44 000
  - Eckernförde 22 000
  - Neustadt in Holstein 16 000
  - Wolgast 12 000
  - Sassnitz 10 000
- Lotyšsko:
  - Liepāja 85 000
  - Ventspils 44 000
- Litva:
  - Palanga 15 000
- Polsko:
  - Kolobřeh 44 800
  - Svinoústí 41 500
  - Police 34 284
  - Władysławowo 15 000
  - Darłowo 14 000
- Rusko:
  - Vyborg 79 962
  - Baltijsk 34 000
- Švédsko:
  - Norrköping 84 000
  - Gävle 77 000
  - Trelleborg 26 000
  - Karlshamn 19 000
  - Oxelösund 11 000

## Geologie
Baltské moře se trochu podobá korytu řeky se dvěma přítoky, Finským a Botnickým zálivem. Geologické průzkumy ukazují, že před pleistocenem místo Baltského moře byla kolem velké řeky široká planina, kterou paleontologové nazývají Eridanos. Několik pleistocenních glaciálních epizod vyhloubilo koryto řeky do mořské pánve. Během posledního zalednění nebo Eemského interglaciálu (Kyslíkové izotopové stádium 5e), Eemianské moře bylo na svém místě. Místo skutečného moře lze Baltské moře i dnes chápat jako společné ústí všech řek, které do něho vtékají.
Od té doby prošly vody geologickou historií shrnutou pod níže uvedenými názvy. Mnoho z etap je pojmenováno po mořských živočiších (např. měkkýši Littorina), což jsou jasné znaky měnící se teploty vody a slanosti.
Faktory, které určovaly vlastnosti moře, bylo ponoření nebo vznik oblasti v důsledku váhy ledu a následného izostatického přizpůsobení se a spojovací kanály, které si našla voda k Severnímu moři – Atlantiku, buď prostřednictvím dánských úžin nebo místy, které jsou v současnosti velká jezera ve Švédsku a Bílé moře – Arktické moře.
- Eemianské moře, 130 000–115 000 (před lety)
- Baltské ledové jezero, 12 600–10 300
- moře Yoldia, 10 300–9500
- Ancylové jezero, 9 500–8 000
- Mastogloické moře 8 000–7 500
- moře Littorina, 7 500–4 000
- období po Littorinském moři 4 000–současnost

Pevnina se stále  izostaticky zvedá ze svého stlačeného stavu, který byl způsoben hmotností ledu během posledního zalednění. Tento jev je znám jako postglaciální vzestup. V důsledku toho se povrchová plocha a i hloubka moře zmenšují. Vzestup je asi osm milimetrů ročně na finském pobřeží nejsevernějšího části Botnického zálivu a i na švédské straně pobřeží Höga kusten. V oblasti je bývalé mořské dno jen mírně svažité, což vede k znovu získání (a vytvoření) velkých ploch pevniny geologicky řečeno v relativně krátkých obdobích (desetiletích a stoletích).

### „Anomálie Baltského moře“
„Anomálie Baltského moře“ se týká interpretací nezřetelného sonarového snímku pořízeného švédskými záchranáři na dně severního Baltského moře v červnu 2011. Lovci pokladů tvrdili, že obraz ukazuje neobvyklé rysy zdánlivě mimořádného původu. Spekulace publikované v bulvárních novinách tvrdily, že objekt bylo potopené UFO. Konsenzus odborníků a vědců říká, že obraz s největší pravděpodobností zobrazuje přirozenou geologickou formaci.

## Biologie

### Fauna a flóra
Fauna Baltského moře je směsí mořských a sladkovodních druhů. Z mořských ryb tu žijí treska, sleď obecný, štikozubec obecný, platýs velký, platýs bradavičnatý, vranka mořská a pakambala velká a příklady sladkovodních druhů jsou okoun říční, štika obecná, síh a plotice obecná. Sladkovodní druhy se mohou vyskytovat v přítocích řek nebo potoků ve všech pobřežních částech Baltského moře. Jinak dominují mořské druhy ve většině částí Baltského moře, přinejmenším na sever až po Gävle, kde je pouze méně než desetina druhů sladkovodních druhů. Dále na sever je poměr obrácený. V Botnické zátoce jsou zhruba dvě třetiny druhů sladkovodní. Na úplném severu této zátoky téměř chybí mořské druhy. Například hvězdnice růžová a krab pobřežní jsou dva druhy, které jsou velmi rozšířené podél evropských pobřeží a které se nedokážou vyrovnat s výrazně nižší slaností. Jejich hranic rozšíření je západně od Bornholmu, což znamená, že chybí v drtivé části Baltského moře. Některé mořské druhy, jako je treska obecná a platýs obecný, mohou přežít při relativně nízkých salinitách, ale pro rozmnožování potřebují vyšší salinity, proto se vyskytují v hlubších částech Baltského moře.
Od dánských úžin směrem k Botnickému zálivu dochází k poklesu druhové bohatosti. Snižující se slanost v tomto směru způsobuje omezení jak ve fyziologii, tak v biotopech. U více než 600 druhů bezobratlých, ryb, vodních savců, vodních ptáků a hydrofytů je povodí Arkona (zhruba mezi jihovýchodním Zélandem a Bornholmem) mnohem bohatší než jiné východní a severní pánve v Baltském moři, které mají všechny méně než 400 druhů z těchto skupin, s výjimkou Finského zálivu s více než 750 druhy. Avšak i nejrozmanitější části Baltského moře mají mnohem méně druhů než téměř zcela slaná voda Kattegatu, která je domovem více než 1600 druhů z těchto skupin. Nedostatek přílivů ovlivňuje mořské druhy ve srovnání s Atlantikem.
Vzhledem k tomu, že Baltské moře je tak mladé, žijí zde pouze dva nebo tři známé endemické druhy: hnědé řasy Fucus radicans  a platýs platichthys solemdali. Zdá se, že se oba vyvinuly v Baltské pánvi a byly rozpoznány za druh  až v letech 2005, resp. 2018, dříve byly zaměněny s rozšířenějšími příbuznými. Malá kodaňská mušle (Parvicardium hauniense), vzácná mušle, je někdy považována za endemickou, ale nyní byla nalezena ve Středozemním moři. Někteří však považují nebaltské záznamy za nesprávné identifikace juvenilní srdcovky lomené (Cerastoderma glaucum). Několik rozšířených mořských druhů má výrazné subpopulace v Baltském moři přizpůsobené nízké slanosti, jako jsou formy atlantického sledě a hranáče šedého v Baltském moři, kteří jsou menší než rozšířené formy v severním Atlantiku.
Zvláštností fauny je to, že obsahuje řadu ledovcových reliktních druhů, izolovaných populací arktických druhů, které zůstaly v Baltském moři od posledního zalednění, jako je například velký korýš stejnonožec Saduria entomon, baltské poddruhy tuleně kroužkovaného, a vranky čtyřrohé. Některé z těchto reliktů pocházejí z ledovcových jezer, jako je korýš Monoporeia affinis, který je hlavní složkou bentické fauny Botnického zálivu s nízkou slaností.
Dohoda ACOBANS  sleduje kytovce v Baltském moři. Kriticky ohrožené populace atlantických bílých delfínů delfínů a sviňuch obecných obývají moře, kde byly zaznamenány bíle zbarvené sviňuchy a občas oceánské druhy a druhy mimo běžný výskyt, jako jsou velryby minke, delfíni sklovité, běluhy severní, kosatky dravé, a vorvaňovcovití navštěvují vody Baltu. V posledních letech migrují velmi málo ale s rostoucí měrou plejtváci myšoci a keporkaci a keporkaků v Baltském moři, včetně matek a dvojice telat. Nyní vyhynulé atlantický plejtvákovec šedý (zbytky nalezené v Gräsö podél Botnického moře / jižního Botnického zálivu a Ystadu)  a východní populace velryb černých, které čelí funkčnímu vyhynutí kdysi migrovaly do Baltského moře.
Mezi další pozoruhodné zástupce megafauny patří žraloci velicí.

#### Savci
V Baltském moři se vyskytují čtyři druhy savců: tuleň obecný, tuleň kroužkovaný, tuleň kuželozubý a sviňucha obecná. Tito predátoři se z velké části podílejí na regulaci potravního systému. Tuleň obecný obývá především jihozápadní část Baltského moře a Kattegat, tuleň kroužkovaný východní a severní Baltské moře a sviňucha obecná Kattegat a jižní část Baltského moře. Tito savci jsou ale velice citliví vůči kvalitě vody, proto jich značně ubývá. K největšímu znečištění došlo v šedesátých až osmdesátých letech. Roku 2018 se v Baltském moři vyskytovalo 500 jedinců tuleně obecného. Nejvíce ohroženým druhem je tuleň kroužkovaný, nyní žije ve Finském zálivu pouze 100 jedinců a jeho početnost stále klesá. Další příčinou razantního úbytku savců v Baltském moři byl jejich lov na počátku 20. století.
Výjimečně jsou v Baltu pozorováni zbloudilí delfíni či velryby.

#### Ptáci
Své teritorium u Baltského moře nachází i přibližně 80 druhů ptáků. Výskyt ptáků se společně s ročním obdobím značně mění, v zimním období je zde hojný výskyt hoholky lední, zatímco v létě rybáka dlouhoocasého. V průběhu celého roku u Baltu sídlí například racek stříbřitý. Vodní ptáci se značně podílejí na propojení potravinového systému mezi mořem a pevninou. Převážně to jsou dravci, živící se rybami, slávkami a korýši.

### Stav prostředí

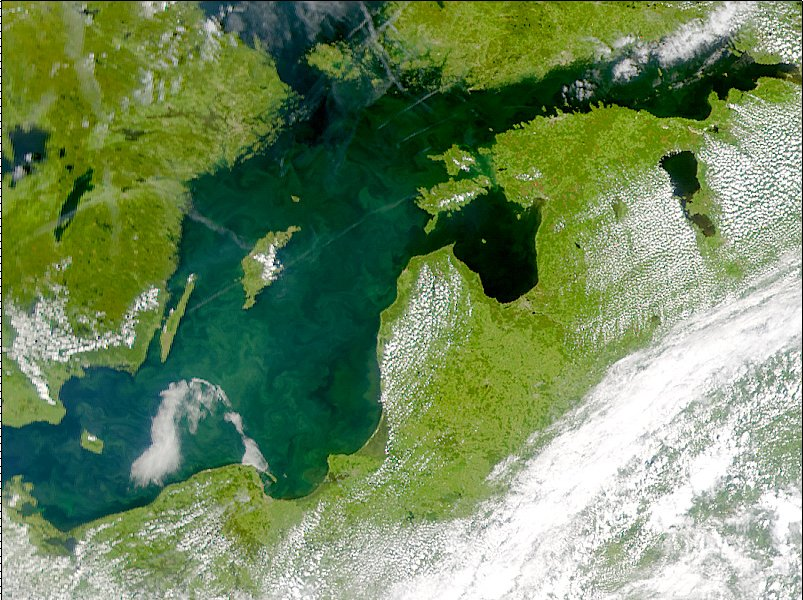
Kvetoucí řasy fytoplanktonu v Baltském moři, červenec 2001

Satelitní snímky pořízené v červenci 2010 odhalily obrovský vodní květ řas o rozloze 377 000 km2 v Baltském moři. Oblast květu se rozšířila z Německa a Polska do Finska. Vědci naznačili, že řasy se objevují každé léto po celá desetiletí. Splach hnojiv z okolní zemědělské půdy tento problém zhoršil a vedl ke zvýšené eutrofizaci.
Přibližně 100 000 km2 Baltského moře (čtvrtina jeho celkové plochy) je proměnlivá mrtvá zóna. Čím více slané (a tedy hustší) vody zůstává na dně, izoluje ji od povrchových vod a atmosféry. To vede ke snížení koncentrací kyslíku v zóně. Rostou v něm hlavně bakterie, které tráví organický materiál a uvolňují sirovodík. Díky této velké anaerobní zóně se ekologie mořského dna liší od ekologie sousedního Atlantiku.
Göteborská univerzita a společnost Inocean AB navrhly plány na uměle okysličování oblastí Baltského moře, které prošly eutrofizaci. Záměrem návrhu je používat čerpadla poháněná větrem k vstřikování kyslíku (vzduchu) do vod v přibližné hloubce 130 m pod hladinou moře.

## Ekonomika

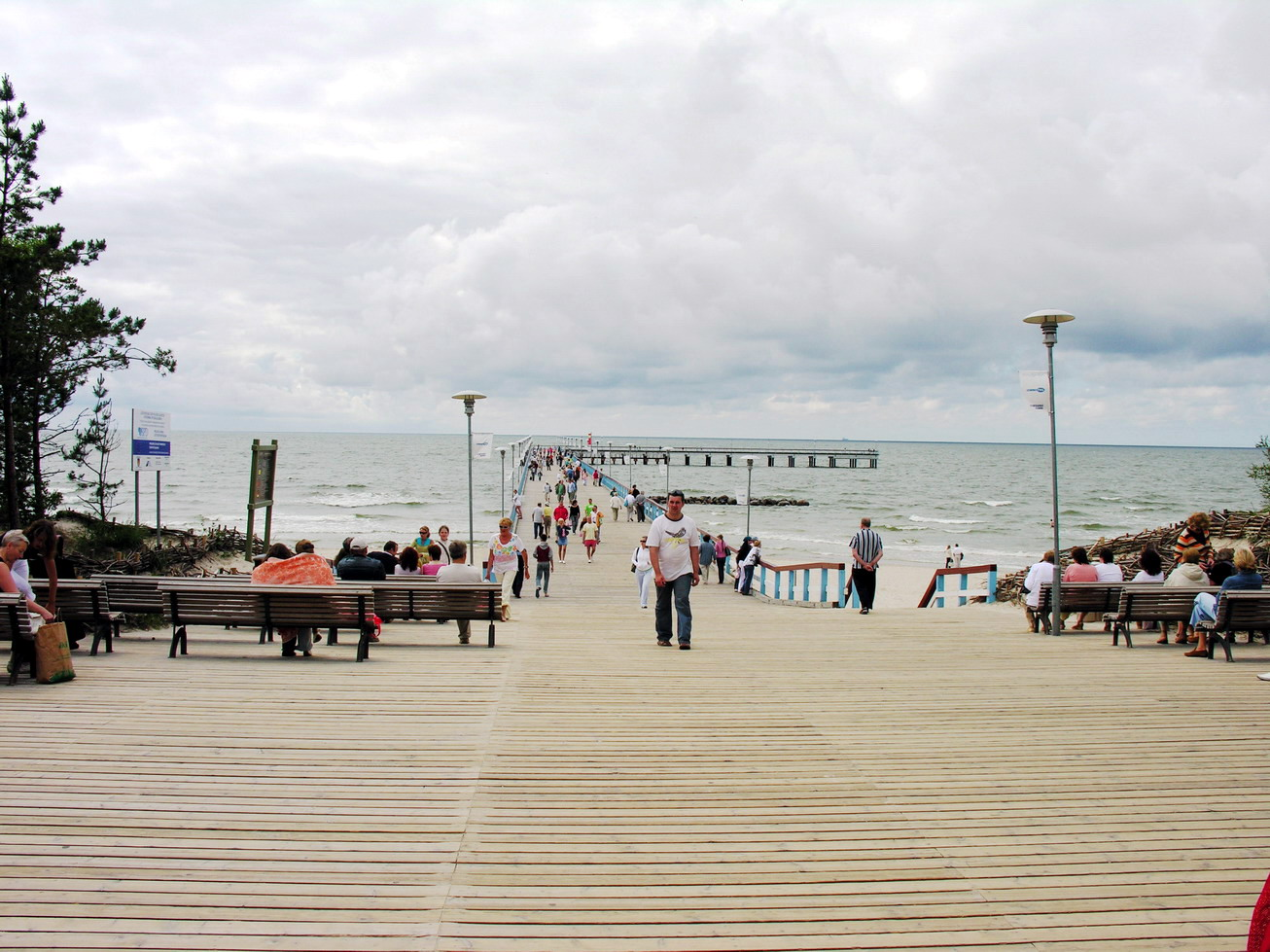
Pěší molo v Palanze, nejoblíbenějším mořském letovisku na Litvě

Stavba mostu přes Velký Belt v Dánsku (dokončena 1997) a Öresundského mostu-tunelu (dokončena 1999), spojující Dánsko se Švédskem, zajišťuje dálniční a železniční spojení mezi Švédskem a dánskou pevninou (Jutský poloostrov, přesněji Zélandem). Podmořský tunel Öresundského mostu umožňuje plavbu velkých lodí do Baltského moře a ven. Baltské moře je hlavní obchodní cestou pro vývoz ruské ropy. Mnoho zemí sousedících s Baltským mořem se toho obává, protože velký únik ropy v námořním tankeru by byl pro Baltské moře katastrofální – vzhledem k pomalé výměně vody. Průmysl cestovního ruchu obklopující Baltské moře je přirozeně znepokojen znečištěním ropou.
Mnoho lodí se staví v loděnicích kolem Baltského moře. Největší loděnice jsou v Gdaňsku, Gdyni a Štětíně v Polsku; v Kielu v Německu; v Karlskrona a v Malmö ve Švédsku; v Rauma, v Turku a v Helsinkách ve Finsku; v Rize, ve Ventspilsu a v Liepāji v Lotyšsku; v Klaipėdě v Litvě; a ruském Petrohradu.
Na Baltském moři působí několik trajektů pro nákladní a osobní dopravu, jako jsou Scandlines, Silja Line, Polferries, Viking Line, Tallink a Superfast Ferries.

### Cestovní ruch

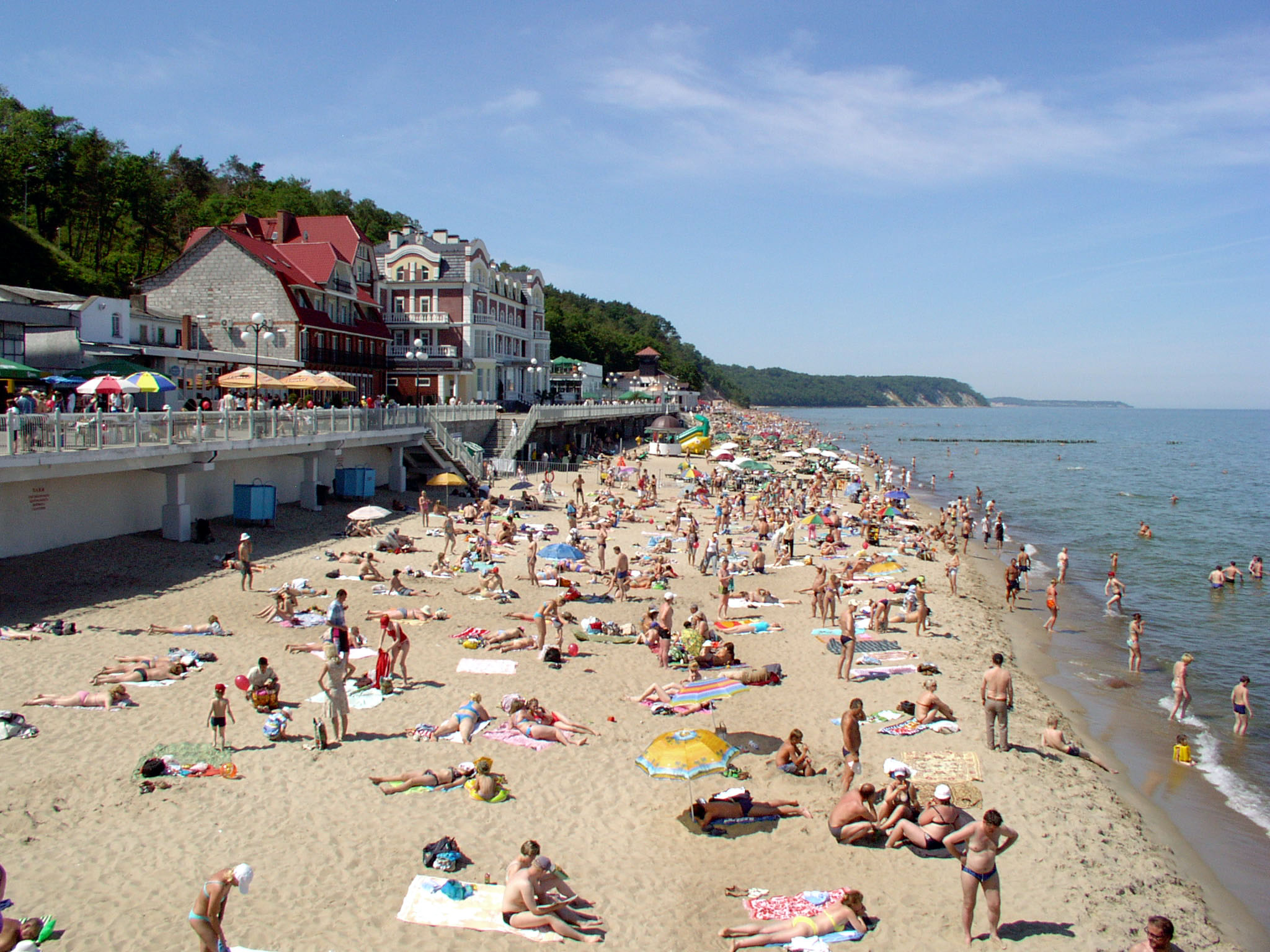
Svetlogorsk, letovisko v ruské Kaliningradské oblasti

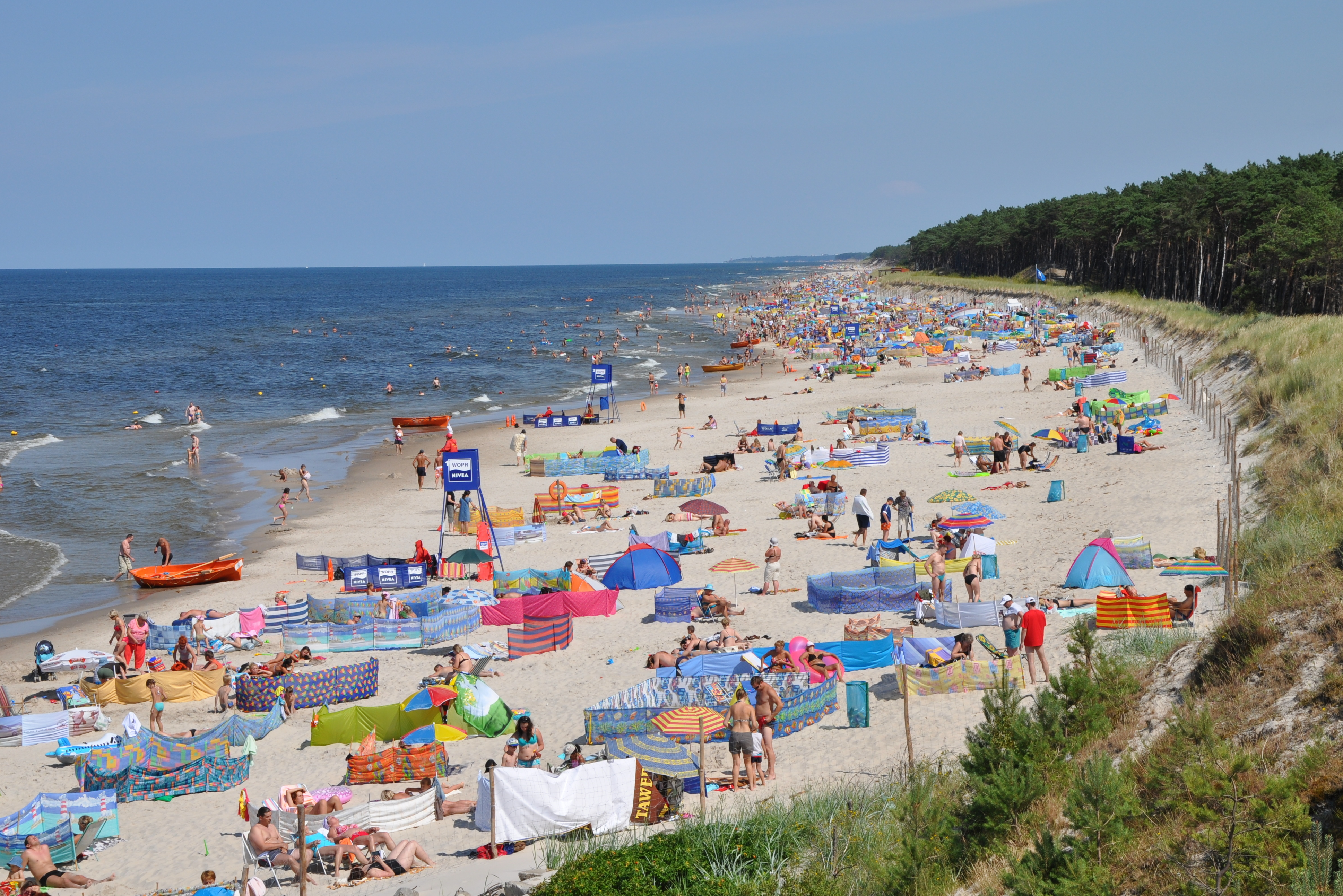
Pláž Mrzeżyno v Polsku

| Mola - Ahlbeck (Usedom), Německo - Heiligendamm, Německo - Liepaja, Lotyšsko - Klaipėda, Litva - Gdynia, Polsko - Kołobrzeg, Polsko - Misdroy, Polsko - Sopoty, Polsko | Letoviska - Haapsalu, Estonsko - Kuressaare, Estonsko - Narva-Jõesuu, Estonsko - Pärnu, Estonsko - Hanko, Finsko - Mariehamn, Finsko - Ueckermünde, Německo - Travemünde, Německo - Jūrmala, Lotyšsko - Nida, Litva - Palanga, Litva - Kamień Pomorski, Polsko - Kołobrzeg, Polsko - Sopoty, Polsko - Świnoujście, Polsko - Ustka, Polsko - Svetlogorsk, Rusko |